# Lasiophanes ruber
Lasiophanes ruber là một loài bọ cánh cứng trong họ Cerambycidae.